# Gröben (Schlöben)
Gröben ist ein Ortsteil von Schlöben im Saale-Holzland-Kreis in Thüringen.

## Geografie
Gröben liegt südlich von Schlöben etwa 500 m an der nach Jena vorbeiführenden Landesstraße 1075 in kupierten Gelände. Südlich der Gemarkung führt die Bundesautobahn 4 vorbei. In der Nähe befindet sich die Wüste Dorfstelle Ladnitz.

## Geschichte

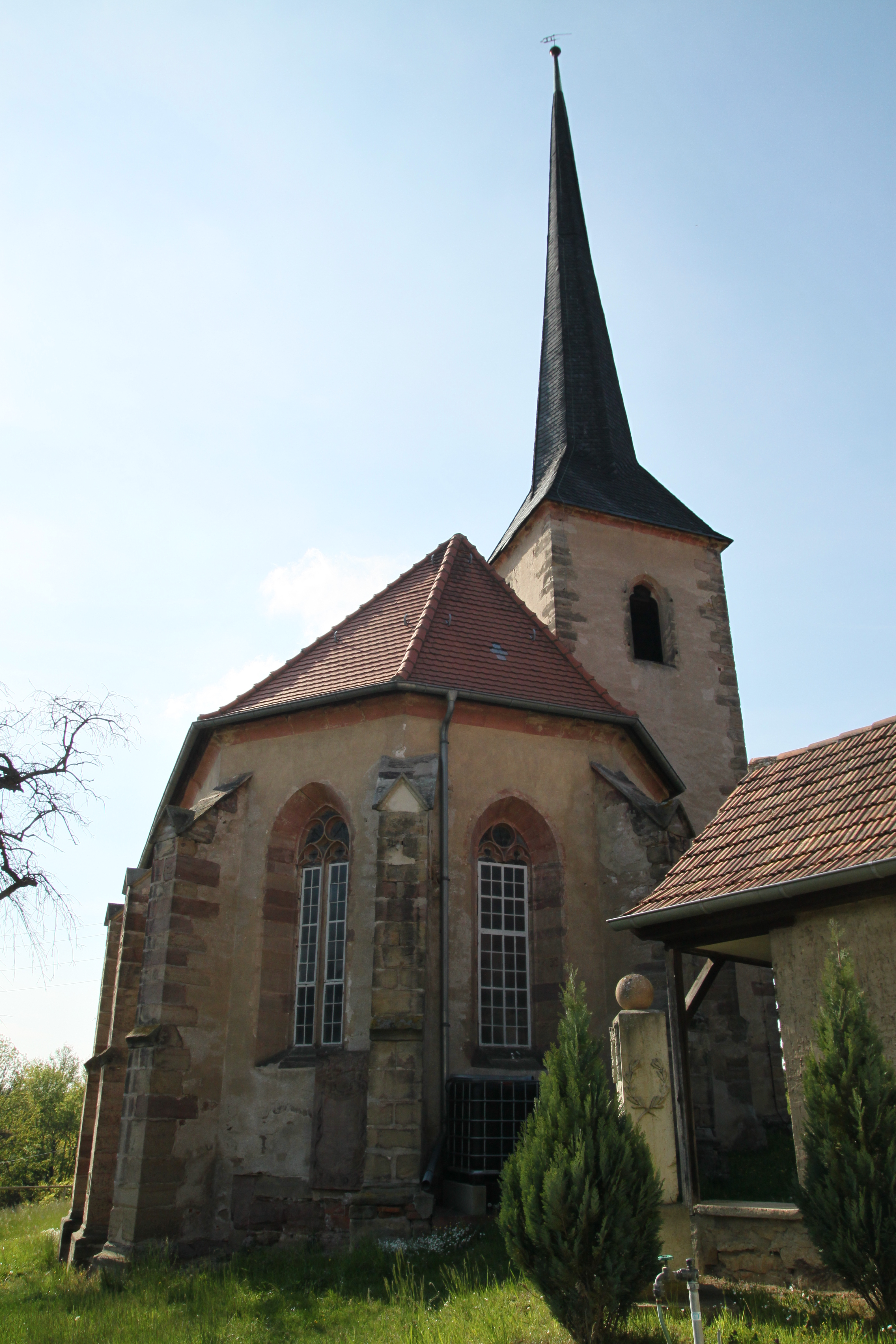
Kirche

Am 20. Juni 1224 wurde das Dorf urkundlich erstmals genannt. Der Ort 1288, eine slawische Siedlung namens Greben. 1482 erhält Bünau das Vorwerk als Lehen. 1885 wohnten 142 Personen im Dorf.

## Sehenswürdigkeiten
- Dorfkirche Gröben

## Wirtschaft
Im Dorf sind eine Anwaltskanzlei, ein Nagelstudio, ein Dachdeckerbetrieb und eine Kfz-Werkstatt ansässig.

## Kultur
Im Jahr 2001 gründeten Bewohner des Ortes den Verein „Realia-Gröben e. V.“ zur Brauchtumspflege und Förderung des Gemeinschaftssinns.